# Nectarinia purpureiventris
Beija-flor-de-peito-púrpura ou nectarínia-de-barriga-violeta (Nectarinia purpureiventris) é uma espécie de ave da família Nectariniidae.
Pode ser encontrada nos seguintes países: Burundi, República Democrática do Congo, Ruanda e Uganda.